# Catoria lucidata
Catoria lucidata är en fjärilsart som beskrevs av W. Warren 1905. Catoria lucidata ingår i släktet Catoria och familjen mätare. Inga underarter finns listade i Catalogue of Life.